# 帕拉圖 (馬格達萊納省)
帕拉圖是哥倫比亞的城鎮，位於該國北部，由馬格達萊納省負責管轄，距離首府聖瑪爾塔266公里，始建於1626年12月8日，海拔高度20米，2005年人口53,271。

## 外部連結
- （西班牙文）Plato official website
- （西班牙文） Gobernacion del Magdalena - Plato

9°50′N 74°20′W / 9.833°N 74.333°W